# Finale KNVB Beker 2024 (mannen)
De finale van de KNVB Beker 2023/24 was een voetbalwedstrijd die gespeeld wordt tussen Feyenoord en N.E.C. op 21 april 2024 in Stadion Feijenoord te Rotterdam. Feyenoord won voor de veertiende keer de KNVB Beker door met 1–0 te winnen. Igor Paixão maakte in de tweede helft het enige doelpunt. Door de overwinning plaatste Feyenoord zich voor de competitiefase van de UEFA Europa League 2024/25 en de Johan Cruijff Schaal 2024. De wedstrijd werd geleid door Serdar Gözübüyük.

## Voorgeschiedenis
Feyenoord stond voor de negentiende keer in de finale van de KNVB Beker, voor het laatst in 2020 tegen FC Utrecht. Deze editie is echter nooit gespeeld vanwege de coronacrisis. Feyenoord won de trofee dertien keer eerder, waarvan voor het laatst in 2018. N.E.C. stond voor de vijfde keer in de finale en voor het eerst sinds 2000. N.E.C. was voorafgaand aan deze finale de club met de meeste bereikte finales zonder er eentje te winnen.
Beide clubs troffen elkaar al in de finale van 1994, toen Feyenoord met 2–1 won. Eerder in het seizoen 2023/24 stonden N.E.C. en Feyenoord in de competitie ook al tegenover elkaar. In De Kuip werd het op 14 januari 2–2. Een maand na de bekerfinale stond deze wedstrijd ook nog op het programma in de competitie.
Feyenoord-trainer Arne Slot stond één keer eerder in de finale van de KNVB Beker, als assistent-trainer van John van den Brom bij AZ in 2018. Als speler kwam hij nooit verder dan de halve finale. Voor N.E.C.-trainer Rogier Meijer was het de eerste bekerfinale als trainer of speler.
Scheidsrechter Serdar Gözübüyük floot één keer eerder een KNVB Bekerfinale, toen Ajax in 2019 van Willem II won. Bovendien floot hij eerder een competitieduel tussen Feyenoord en N.E.C. op 2 oktober 2022 (1–1).

## Weg naar de finale
| Feyenoord                                                       | Ronde | N.E.C.                                                     |
| bye                                                             | 1R    | N.E.C. 5–3 Roda JC Goffertstadion, 2 november 2023         |
| Feyenoord 2–1 FC Utrecht Stadion Feijenoord, 20 december 2023   | 2R    | GVVV 1–6 N.E.C. Sportpark Panhuis, 20 december 2023        |
| Feyenoord 1–0 PSV Stadion Feijenoord, 24 januari 2024           | AF    | N.E.C. 2–1 Go Ahead Eagles Goffertstadion, 17 januari 2024 |
| Feyenoord 2–0 AZ Stadion Feijenoord, 7 februari 2024            | KF    | N.E.C. 3–0 ADO Den Haag Goffertstadion, 6 februari 2024    |
| Feyenoord 2–1 FC Groningen Stadion Feijenoord, 29 februari 2024 | HF    | SC Cambuur 1–2 N.E.C. Cambuurstadion, 27 februari 2024     |

### Feyenoord
Doordat Feyenoord actief was in het Europees clubvoetbal, werd Feyenoord vrijgeloot voor de eerste ronde. In de tweede ronde lootte Feyenoord een thuiswedstrijd tegen eredivisionist FC Utrecht. Calvin Stengs en Igor Paixão zetten Feyenoord op een 2–0 voorsprong, waarna Taylor Booth nog voor rust de 2–1 maakte. Daar bleef het bij. In de achtste finale werd de kraker met PSV geloot. Quinten Timber scoorde de enige treffer van de wedstrijd, maar na afloop ging het vooral over een controversiële beslissing om PSV'er Noa Lang geen penalty toe te kennen na een late tackle van Mats Wieffer. In de kwartfinale lootte Feyenoord opnieuw een thuiswedstrijd tegen een eredivisionist, ditmaal AZ. Arne Slot versloeg zijn vorige werkgever door doelpunten van Lutsharel Geertruida en Bart Nieuwkoop, die in topwedstrijden als rechtsbuiten werd geposteerd. In de halve finale lootte Feyenoord voor de vierde keer op rij thuis, ditmaal tegen FC Groningen, dat het als eerste divisionist tot de halve finale had geschopt. Groningen kwam voor door een van richting veranderd schot van Laros Duarte, maar via doelpunten van Dávid Hancko en Ondřej Lingr maakte Feyenoord het nog in de reguliere speeltijd goed.

### N.E.C.
N.E.C. lootte in de eerste ronde van het bekertoernooi Roda JC Kerkrade en trakteerde op veel doelpunten: het werd 5–3. Namens N.E.C. scoorden Rober González (2×), Magnus Mattsson, Bart van Rooij en Mees Hoedemakers, Roda scoorde tweemaal via Sami Ouaissa en eenmaal via Matisse Didden. In de tweede ronde lootte N.E.C. tegen amateurclub GVVV, waardoor het automatisch uit zou gaan spelen. Daar werd het 1–6 voor N.E.C., via opnieuw tweemaal González en Dirk Proper, Elayis Tavşan, Mattsson en Koki Ogawa. In de achtste finale was Go Ahead Eagles de tegenstander in De Goffert. Ogawa opende de score en zag hoe zijn landgenoot Sai van Wermeskerken een wereldgoal scoorde door de bal met zijn zwakke linker in de bovenhoek te volleren. In de kluts werd het vervolgens nog 2–1 via de rug van bekerkeeper Robin Roefs. In de kwartfinale kwam ADO Den Haag op bezoek in De Goffert. Ogawa scoorde binnen twee minuten de 1–0 en uiteindelijk liep N.E.C. in de tweede helft via Proper en Tjaronn Chery uit naar 3–0. In de halve finale was SC Cambuur de tegenstander, de derde eerste divisionist die N.E.C. trof op weg naar de finale. Cambuur kwam via Roberts Uldriķis op voorsprong, maar Ogawa maakte met zijn vierde bekertreffer gelijk. Vervolgens moest er een verlenging aan te pas komen voordat Kodai Sano met zijn eerste goal voor N.E.C. de winnende binnen schoot.

## Finale

### Verloop
Bij Feyenoord konden Quilindschy Hartman, Mats Wieffer en Gjivai Zechiël niet meespelen wegens blessures. Bij N.E.C. ontbraken Yvandro Borges Sanches, door een blessure, en Bas Dost, om gezondheidsredenen. Feyenoord-doelman Timon Wellenreuther redde in de achtste minuut op een kopbal van Youri Baas en zag Kodai Sano naast schieten voordat het duel binnen een kwartier tijdelijk gestaakt werd vanwege belemmerd zicht door vuurwerk. In de 28ste minuut werd een doelpunt van N.E.C.-speler Tjaronn Chery door de grensrechter afgekeurd wegens buitenspel. Verder in de eerste helft schoot Ramiz Zerrouki namens Feyenoord in kansrijke positie over het doel. Vlak na de rust miste Santiago Giménez van dichtbij. In de 55ste minuut werd de wedstrijd wederom tijdelijk gestaakt, ditmaal voor twintig minuten, nadat door vuurwerk brand was uitgebroken. Vlak na de onderbreking werd een schot van Quinten Timber gered door Jasper Cillessen, waarna Igor Paixão in de 59ste minuut op aangeven van Giménez en via de paal het enige doelpunt van de wedstrijd maakte. In de zeventigste minuut werd een treffer van Lutsharel Geertruida door de grensrechter afgekeurd wegens buitenspel. Na het doelpunt werden vijf gele kaarten gegeven, waaronder twee in één minuut voor Yankuba Minteh, die daarmee van het veld werd gestuurd. In de slotfase schoten Sylla Sow en Ayase Ueda naast, redde Wellenreuther op een kopbal van Rober González en blokte Thomas Beelen een doelpoging van Philippe Sandler dicht bij het doel. Het bleef bij 1–0, waardoor Feyenoord voor de veertiende keer de KNVB Beker won en N.E.C. ook na zijn vijfde bekerfinale met lege handen achterbleef.

### Details
|                                                                            |                            |               |        | |
| 21 april 2024 18:00 (UTC+2)                                                | Feyenoord                  | 1 – 0 (0 – 0) | N.E.C. | Stadion: Stadion Feijenoord, Rotterdam Toeschouwers: 42.140 Scheidsrechter: Serdar Gözübüyük Assistenten: Erwin Zeinstra Assistenten: Johan Balder Vierde official: Jeroen Manschot Video-assistent: Pol van Boekel AVAR: Patrick Inia |
| 21 april 2024 18:00 (UTC+2)                                                | Paixão 59' Minteh 71', 72' | Verslag       |        | Stadion: Stadion Feijenoord, Rotterdam Toeschouwers: 42.140 Scheidsrechter: Serdar Gözübüyük Assistenten: Erwin Zeinstra Assistenten: Johan Balder Vierde official: Jeroen Manschot Video-assistent: Pol van Boekel AVAR: Patrick Inia |
| 21 april 2024 18:00 (UTC+2)                                                |                            |               |        | Stadion: Stadion Feijenoord, Rotterdam Toeschouwers: 42.140 Scheidsrechter: Serdar Gözübüyük Assistenten: Erwin Zeinstra Assistenten: Johan Balder Vierde official: Jeroen Manschot Video-assistent: Pol van Boekel AVAR: Patrick Inia |
| 21 april 2024 18:00 (UTC+2)                                                |                            |               |        | Stadion: Stadion Feijenoord, Rotterdam Toeschouwers: 42.140 Scheidsrechter: Serdar Gözübüyük Assistenten: Erwin Zeinstra Assistenten: Johan Balder Vierde official: Jeroen Manschot Video-assistent: Pol van Boekel AVAR: Patrick Inia |
| De wedstrijd werd twee keer tijdelijk gestaakt, vanwege vuurwerk en brand. |                            |               |        | |

| Feyenoord | N.E.C. |

| DM             | 22 | Timon Wellenreuther  |          |
| RA             | 02 | Bart Nieuwkoop       | 76'      |
| CV             | 03 | Thomas Beelen        |          |
| CV             | 33 | Dávid Hancko         |          |
| LA             | 04 | Lutsharel Geertruida |          |
| CM             | 06 | Ramiz Zerrouki       |          |
| CM             | 08 | Quinten Timber       | 90+8'    |
| AM             | 10 | Calvin Stengs        | 87'      |
| RB             | 19 | Yankuba Minteh       | 71', 72' |
| SP             | 29 | Santiago Giménez     | 75'      |
| LB             | 14 | Igor Paixão          | 67'      |
| Wisselspelers: |    |                      |          |
| DM             | 01 | Justin Bijlow        |          |
| DM             | 31 | Kostas Lamprou       |          |
| VD             | 15 | Marcos López         |          |
| VD             | 18 | Gernot Trauner       | 76'      |
| MV             | 16 | Thomas van den Belt  |          |
| MV             | 27 | Antoni Milambo       |          |
| MV             | 32 | Ondřej Lingr         |          |
| AV             | 07 | Alireza Jahanbakhsh  | 87'      |
| AV             | 09 | Ayase Ueda           | 75'      |
| AV             | 17 | Luka Ivanušec        | 67'      |
| AV             | 25 | Leo Sauer            |          |
| Coach:         |    |                      |          |
| Arne Slot      |    |                      |          |

| DM             | 01 | Jasper Cillessen  |         |
| RA             | 28 | Bart van Rooij    | 90+4'   |
| CV             | 03 | Philippe Sandler  |         |
| CV             | 17 | Bram Nuytinck     |         |
| LA             | 24 | Calvin Verdonk    | 67'     |
| CM             | 08 | Mees Hoedemakers  | 66'     |
| CM             | 71 | Dirk Proper       |         |
| AM             | 23 | Kodai Sano        | 87'     |
| RB             | 09 | Tjaronn Chery     |         |
| SP             | 18 | Koki Ogawa        | 66'     |
| LB             | 05 | Youri Baas        | 66'     |
| Wisselspelers: |    |                   |         |
| DM             | 22 | Robin Roefs       |         |
| DM             | 31 | Rijk Janse        |         |
| VD             | 02 | Brayann Pereira   | 90+4'   |
| VD             | 04 | Mathias Ross      |         |
| VD             | 21 | D'Leanu Arts      |         |
| MV             | 11 | Rober González    | 66'     |
| MV             | 20 | Lasse Schöne      | 87'     |
| MV             | 32 | Nils Rossen       |         |
| AV             | 10 | Sontje Hansen     | 66' 68' |
| AV             | 14 | Lars Olden Larsen |         |
| AV             | 19 | Sylla Sow         | 66'     |
| Coach:         |    |                   |         |
| Rogier Meijer  |    |                   |         |

### Statistieken
| Statistieken       | Feyenoord | N.E.C. |
| ------------------ | --------- | ------ |
| Doelpunten         | 1         | 0      |
| Gele kaarten       | 3         | 2      |
| Rode kaarten       | 1         | 0      |
| Wissels            | 4         | 5      |
| Schoten op doel    | 10        | 5      |
| Schoten naast doel | 6         | 8      |
| Hoekschoppen       | 3         | 3      |
| Balbezit (%)       | 53,6      | 46,4   |